# The Mamas and the Papas/Diskografie
Diese Diskografie ist eine Übersicht über die musikalischen Werke der US-amerikanischen Musikgruppe The Mamas and the Papas. Den Schallplattenauszeichnungen zufolge hat sie bisher mehr als 13,5 Millionen Tonträger verkauft, davon alleine in ihrer Heimat über 9,5 Millionen. Ihre erfolgreichste Veröffentlichung ist die Single California Dreamin’ mit über 5,8 Millionen verkauften Einheiten.

## Alben

### Studioalben
| Jahr | Titel                                 | Höchstplatzierung, Gesamtwochen, AuszeichnungChartplatzierungen (Jahr, Titel, Platzierungen, Wochen, Auszeichnungen, Anmerkungen) | Höchstplatzierung, Gesamtwochen, AuszeichnungChartplatzierungen (Jahr, Titel, Platzierungen, Wochen, Auszeichnungen, Anmerkungen) | Höchstplatzierung, Gesamtwochen, AuszeichnungChartplatzierungen (Jahr, Titel, Platzierungen, Wochen, Auszeichnungen, Anmerkungen) | Höchstplatzierung, Gesamtwochen, AuszeichnungChartplatzierungen (Jahr, Titel, Platzierungen, Wochen, Auszeichnungen, Anmerkungen) | Höchstplatzierung, Gesamtwochen, AuszeichnungChartplatzierungen (Jahr, Titel, Platzierungen, Wochen, Auszeichnungen, Anmerkungen) | Anmerkungen                                                            |
| Jahr | Titel                                 | DE | AT | CH | UK | US | Anmerkungen                                                            |
| ---- | ------------------------------------- | --- | --- | --- | --- | --- | ---------------------------------------------------------------------- |
| 1966 | If You Can Believe Your Eyes and Ears | — | — | — | — | US1 Platin · (105 Wo.)US | Erstveröffentlichung: 28. Februar 1966 Platz 127 der Rolling-Stone-500 |
| 1966 | The Mamas & the Papas                 | DE14 (16 Wo.)DE | — | — | UK3 (18 Wo.)UK | US4 Gold · (76 Wo.)US | Erstveröffentlichung: 30. August 1966                                  |
| 1967 | Deliver                               | DE30 (4 Wo.)DE | — | — | UK4 (22 Wo.)UK | US2 Gold · (55 Wo.)US | Erstveröffentlichung: Februar 1967                                     |
| 1968 | The Papas & the Mamas                 | — | — | — | — | US15 (34 Wo.)US | Erstveröffentlichung: Mai 1968                                         |
| 1971 | People Like Us                        | — | — | — | — | US84 (8 Wo.)US | Erstveröffentlichung: November 1971                                    |

grau schraffiert: keine Chartdaten aus diesem Jahr verfügbar

### Kompilationen
| Jahr | Titel                                                         | Höchstplatzierung, Gesamtwochen, AuszeichnungChartplatzierungen (Jahr, Titel, Platzierungen, Wochen, Auszeichnungen, Anmerkungen) | Höchstplatzierung, Gesamtwochen, AuszeichnungChartplatzierungen (Jahr, Titel, Platzierungen, Wochen, Auszeichnungen, Anmerkungen) | Höchstplatzierung, Gesamtwochen, AuszeichnungChartplatzierungen (Jahr, Titel, Platzierungen, Wochen, Auszeichnungen, Anmerkungen) | Höchstplatzierung, Gesamtwochen, AuszeichnungChartplatzierungen (Jahr, Titel, Platzierungen, Wochen, Auszeichnungen, Anmerkungen) | Höchstplatzierung, Gesamtwochen, AuszeichnungChartplatzierungen (Jahr, Titel, Platzierungen, Wochen, Auszeichnungen, Anmerkungen) | Anmerkungen                             |
| Jahr | Titel                                                         | DE | AT | CH | UK | US | Anmerkungen                             |
| ---- | ------------------------------------------------------------- | --- | --- | --- | --- | --- | --------------------------------------- |
| 1967 | Farewell to the First Golden Era                              | — | — | — | — | US5 Gold · (65 Wo.)US | Erstveröffentlichung: 1967              |
| 1968 | Golden Era, Vol. 2                                            | — | — | — | — | US53 (13 Wo.)US | Erstveröffentlichung: 1968              |
| 1969 | Hits of Gold                                                  | — | — | — | UK9 Silber · (2 Wo.)UK | — | Erstveröffentlichung: 1969              |
| 1969 | 16 of Their Greatest Hits                                     | — | — | — | — | US61 (26 Wo.)US | Erstveröffentlichung: 1969              |
| 1973 | 20 Golden Hits                                                | — | — | — | UK— PlatinUK | US186 (4 Wo.)US | Erstveröffentlichung: 1973              |
| 1977 | The Best of the Mamas and Papas                               | — | — | — | UK6 ×2Doppelplatin · (13 Wo.)UK                                                                                                   | — | Erstveröffentlichung: 1977              |
| 1988 | Very Best of Mamas and Papas                                  | — | — | — | UK— SilberUK | — | Erstveröffentlichung: 1988              |
| 1992 | Daydream – The Famous Hits of the Mamas & the Papas           | DE7 (20 Wo.)DE | — | — | — | — | Erstveröffentlichung: 27. April 1992    |
| 1993 | All-Time Greatest Hits                                        | — | — | — | — | — | Erstveröffentlichung: 1993              |
| 1994 | Creeque Alley - The History of the Mamas and the Papas        | — | — | — | UK— SilberUK | — | Erstveröffentlichung: 16. Dezember 1994 |
| 1995 | California Dreamin’: The Very Best of the Mamas and the Papas | — | — | — | UK14 Silber · (8 Wo.)UK | — | Erstveröffentlichung: 1995              |
| 1997 | California Dreamin’: Greatest Hits of the Mamas and the Papas | — | — | — | UK30 Silber · (5 Wo.)UK | — | Erstveröffentlichung: 26. August 1997   |
| 1998 | Greatest Hits                                                 | — | — | — | — | — | Erstveröffentlichung: März 1998         |
| 2004 | 20th Century Masters – The Best of the Mamas & the Papas      | — | — | — | — | US— GoldUS | Erstveröffentlichung: 2004              |
| 2006 | California Dreamin’: The Best of the Mamas and the Papas      | — | — | — | UK21 Gold · (4 Wo.)UK | — | Erstveröffentlichung: 2006              |
| 2016 | Ultimate Anthology                                            | — | — | — | — | — | Erstveröffentlichung: 2016              |

grau schraffiert: keine Chartdaten aus diesem Jahr verfügbar

## Singles
| Jahr | Titel Album                                                                | Höchstplatzierung, Gesamtwochen, AuszeichnungChartplatzierungen (Jahr, Titel, Album, Platzierungen, Wochen, Auszeichnungen, Anmerkungen) | Höchstplatzierung, Gesamtwochen, AuszeichnungChartplatzierungen (Jahr, Titel, Album, Platzierungen, Wochen, Auszeichnungen, Anmerkungen) | Höchstplatzierung, Gesamtwochen, AuszeichnungChartplatzierungen (Jahr, Titel, Album, Platzierungen, Wochen, Auszeichnungen, Anmerkungen) | Höchstplatzierung, Gesamtwochen, AuszeichnungChartplatzierungen (Jahr, Titel, Album, Platzierungen, Wochen, Auszeichnungen, Anmerkungen) | Höchstplatzierung, Gesamtwochen, AuszeichnungChartplatzierungen (Jahr, Titel, Album, Platzierungen, Wochen, Auszeichnungen, Anmerkungen) | Anmerkungen |
| Jahr | Titel Album                                                                | DE | AT | CH | UK | US | Anmerkungen |
| ---- | -------------------------------------------------------------------------- | --- | --- | --- | --- | --- | --- |
| 1965 | Go Where You Wanna Go If You Can Believe Your Eyes and Ears                | — | — | — | — | — | Erstveröffentlichung: November 1965                                                                                 |
| 1965 | California Dreamin’ If You Can Believe Your Eyes and Ears                  | DE31 Gold · (9 Wo.)DE | — | — | UK9 ×2Doppelplatin · (19 Wo.)UK | US4 ×4Vierfachplatin · (17 Wo.)US | Erstveröffentlichung: November 1965 Platz 89 der Rolling-Stone-500, Grammy Hall of Fame, Rock and Roll Hall of Fame |
| 1966 | Monday, Monday If You Can Believe Your Eyes and Ears                       | DE2 Gold · (20 Wo.)DE | AT2 (12 Wo.)AT | — | UK3 (13 Wo.)UK | US1 Platin · (12 Wo.)US | Erstveröffentlichung: 24. März 1966 Grammy (R&R Performance Group)                                                  |
| 1966 | I Saw Her Again The Mamas & the Papas                                      | DE21 (6 Wo.)DE | — | — | UK11 (11 Wo.)UK | US5 (9 Wo.)US | Erstveröffentlichung: Juni 1966                                                                                     |
| 1966 | Look Through My Window Deliver                                             | — | — | — | — | US24 (7 Wo.)US | Erstveröffentlichung: 28. Oktober 1966                                                                              |
| 1966 | Words of Love The Mamas & the Papas                                        | — | — | — | UK47 (3 Wo.)UK | US5 (12 Wo.)US | Erstveröffentlichung: November 1966                                                                                 |
| 1967 | Dedicated to the One I Love Deliver                                        | DE26 (10 Wo.)DE | — | — | UK2 (17 Wo.)UK | US2 Gold · (10 Wo.)US | Erstveröffentlichung: Februar 1967 Original: The "5" Royales                                                        |
| 1967 | Creeque Alley Deliver                                                      | — | — | — | UK9 (11 Wo.)UK | US5 (9 Wo.)US | Erstveröffentlichung: April 1967                                                                                    |
| 1967 | Twelve Thirty (Young Girls Are Coming to the Canyon) The Papas & the Mamas | — | — | — | — | US20 (6 Wo.)US | Erstveröffentlichung: August 1967                                                                                   |
| 1967 | Glad to Be Unhappy Golden Era, Vol. 2                                      | — | — | — | — | US26 (7 Wo.)US | Erstveröffentlichung: Oktober 1967 Original: Musical "On Your Toes"                                                 |
| 1967 | Dancing Bear The Mamas & the Papas                                         | — | — | — | — | US51 (7 Wo.)US | Erstveröffentlichung: November 1967                                                                                 |
| 1968 | Safe in My Garden The Papas & the Mamas                                    | — | — | — | — | US53 (6 Wo.)US | Erstveröffentlichung: Mai 1968                                                                                      |
| 1968 | Dream a Little Dream of Me The Papas & the Mamas                           | DE5 (25 Wo.)DE | — | CH22 (5 Wo.)CH | UK11 Gold · (12 Wo.)UK | US12 Platin · (11 Wo.)US | Erstveröffentlichung: Mai 1968 Original: Wayne King                                                                 |
| 1968 | For the Love of Ivy The Papas & the Mamas                                  | — | — | — | — | US81 (5 Wo.)US | Erstveröffentlichung: August 1968                                                                                   |
| 1968 | Do You Wanna Dance If You Can Believe Your Eyes and Ears                   | — | — | — | — | US76 (5 Wo.)US | Erstveröffentlichung: November 1968 Original: Bobby Freeman                                                         |
| 1972 | Step Out People Like Us                                                    | — | — | — | — | US81 (3 Wo.)US | Erstveröffentlichung: Januar 1972                                                                                   |

grau schraffiert: keine Chartdaten aus diesem Jahr verfügbar

## Statistik

### Chartauswertung
|                     | DE    | AT    | CH    | UK    | US    |
| ------------------- | ----- | ----- | ----- | ----- | ----- |
| Nummer-eins-Alben   | DE—DE | AT—AT | CH—CH | UK—UK | US1US |
| Top-10-Alben        | DE1DE | AT—AT | CH—CH | UK4UK | US4US |
| Alben in den Charts | DE3DE | AT—AT | CH—CH | UK7UK | US9US |

|                       | DE    | AT    | CH    | UK    | US     |
| --------------------- | ----- | ----- | ----- | ----- | ------ |
| Nummer-eins-Singles   | DE—DE | AT—AT | CH—CH | UK—UK | US1US  |
| Top-10-Singles        | DE2DE | AT1AT | CH—CH | UK4UK | US6US  |
| Singles in den Charts | DE5DE | AT1AT | CH1CH | UK7UK | US15US |

### Auszeichnungen für Musikverkäufe
| Goldene Schallplatte - Frankreich - 2020: für die Single California Dreamin’ - Neuseeland - 1993: für das Album All-Time Greatest Hits Platin-Schallplatte - Dänemark - 2024: für die Single California Dreamin’ - Italien - 2024: für die Single California Dreamin’ - Spanien - 2024: für die Single California Dreamin’ | 2× Platin-Schallplatte - Neuseeland - 2023: für die Single California Dreamin’ |

Anmerkung: Auszeichnungen in Ländern aus den Charttabellen bzw. Chartboxen sind in ebendiesen zu finden.
| Land/RegionAuszeichnungen für Musikverkäufe (Land/Region, Auszeichnungen, Verkäufe, Quellen) | Silber     | Gold       | Platin       | Verkäufe  | Quellen             |
| -------------------------------------------------------------------------------------------- | ---------- | ---------- | ------------ | --------- | ------------------- |
| Dänemark (IFPI)                                                                              | —          | —          | Platin1      | 90.000    | ifpi.dk             |
| Deutschland (BVMI)                                                                           | —          | 2× Gold2   | —            | 750.000   | musikindustrie.de   |
| Frankreich (SNEP)                                                                            | —          | Gold1      | —            | 100.000   | snepmusique.com     |
| Italien (FIMI)                                                                               | —          | —          | Platin1      | 100.000   | fimi.it             |
| Neuseeland (RMNZ)                                                                            | —          | Gold1      | 2× Platin2   | 67.500    | radioscope.co.nz    |
| Spanien (Promusicae)                                                                         | —          | —          | Platin1      | 60.000    | elportaldemusica.es |
| Vereinigte Staaten (RIAA)                                                                    | —          | 5× Gold5   | 7× Platin7   | 9.500.000 | riaa.com            |
| Vereinigtes Königreich (BPI)                                                                 | 5× Silber5 | 2× Gold2   | 5× Platin5   | 2.900.000 | bpi.co.uk           |
| Insgesamt                                                                                    | 5× Silber5 | 11× Gold11 | 17× Platin17 |           |                     |